# Walter Sebastian Resch

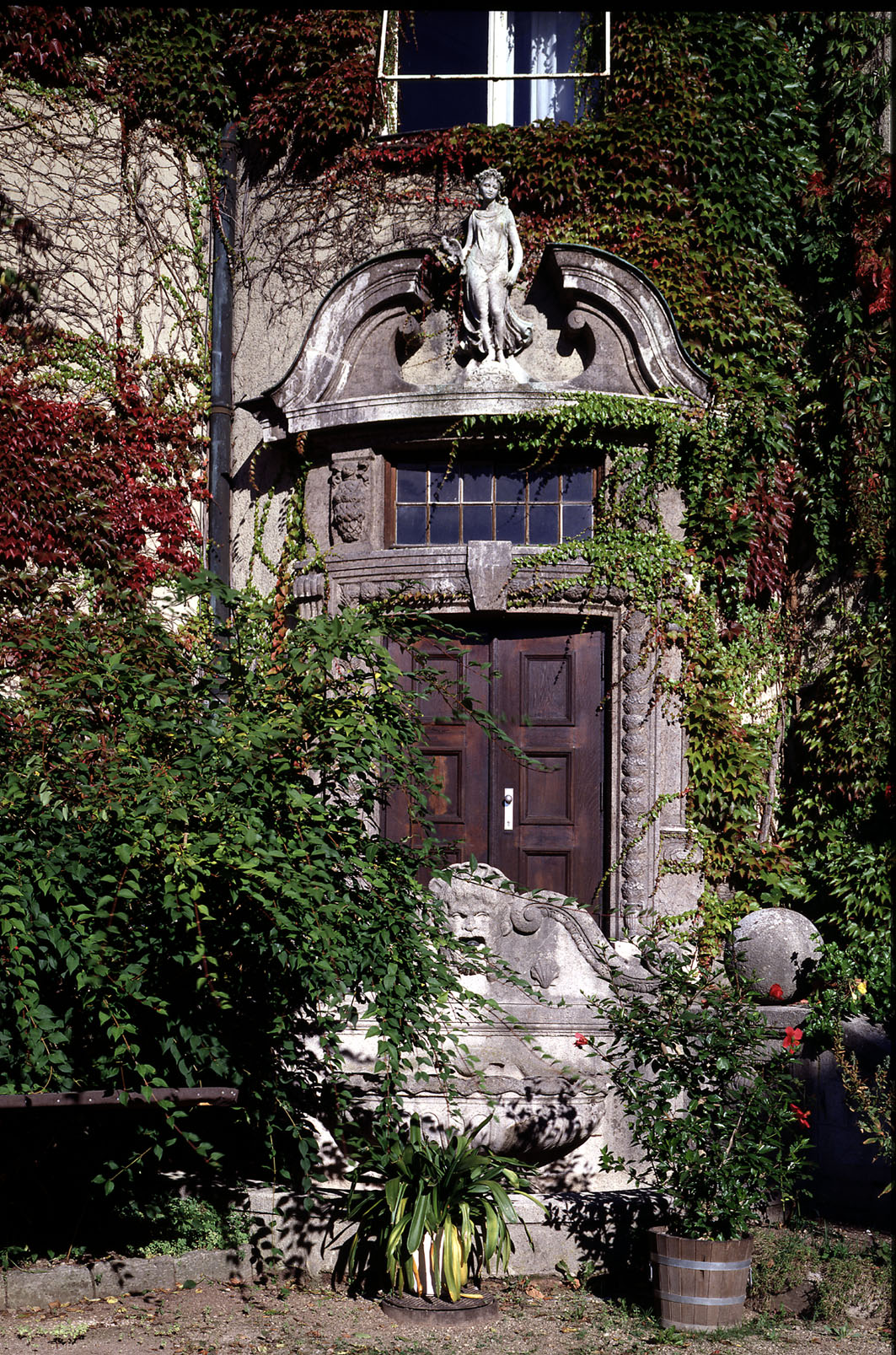
Botanisches Institut, Südseite, Tür beim Irisgarten, Figur der Flora (1913)

Walter Sebastian Resch (* 29. April 1889 in München; † 1. April 1962 ebenda) war ein deutscher Bildhauer. 
Resch war ein Schüler von Georg Busch (1903–1907), Heinrich Jobst (1908), Karl Killer (1909–1911), Max Heilmaier (1911–1912) und Fritz Behn, wobei er seine künstlerische Ausbildung ausschließlich in Privatateliers erhielt. Ab 1912 arbeitete er als selbständiger Bildhauer in München. Er gehörte dem Wirtschaftsverband bildender Künstler in München und dem Künstlerbund der Bildhauer Bayerns an. Zeitweilig war er Geschäftsführer und Vorstandsmitglied des Münchner Feldgrauen Künstlerbundes.
Zu seinen Werken gehören unter anderem eine bronzene Kreuzigungsgruppe auf dem Städtischen Friedhof Trier, Halbfiguren Hl. Joseph und Herz Jesu für die katholische Kirche in Ehingen (Donau) sowie Herz-Jesu-Figur, Hll. Jakobus und Modoaldus für die Kirche der Vereinigten Hospitien in Trier. Er schuf eine Reihe von Kriegerdenkmälern (u. a. Wallerstein, Trier, Waging, Uffing) sowie Bauplastiken. Dazu gehört sein erster größerer Auftrag, eine Fensterrosette an der Hauskapelle der „Zentralanstalt für Krüppelhafte“ in Harlaching. Weitere Beispiele sind vier Kalksteinfiguren im Schmuckhof des Kurhauses Kissingen und die Figuren an der südlichen Fassade des 1911–1914 erbauten Botanischen Instituts der Ludwig-Maximilians-Universität München in München-Nymphenburg.